# Кочкино (Верхнекамский район)
Кочкино — деревня в Верхнекамском районе Кировской области России. Входит в состав Кирсинского городского поселения.

## География
Деревня находится на северо-востоке Кировской области, в южной части Верхнекамского района. Абсолютная высота — 209 метров над уровнем моря.
Расстояние до районного центра (города Кирс) — 16 км.

## Население
По данным всероссийской переписи 2010 года, численность населения деревни составляла 286 человек (мужчины — 148, женщины — 138).

## История
Деревня была основана в 1831 году. Согласно данным переписи населения 1926 года, в Кочкино проживало 45 человек (11 хозяйств). В 1931 году из четырёх небольших колхозов, расположенных на территории сельсовета, в результате их объединения, был образован один, с центром в Кочкино.

## Инфраструктура
В деревне имеется дом культуры, библиотека,школа, детсад и магазин. Улицы деревни: Верховская, Новая.

## Фотогалерея

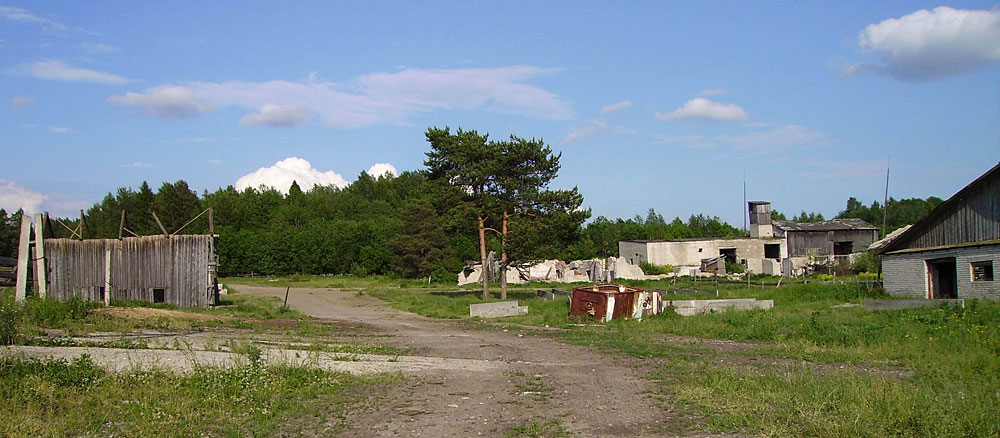
Заброшенный совхоз Верховский в д.Кочкино.
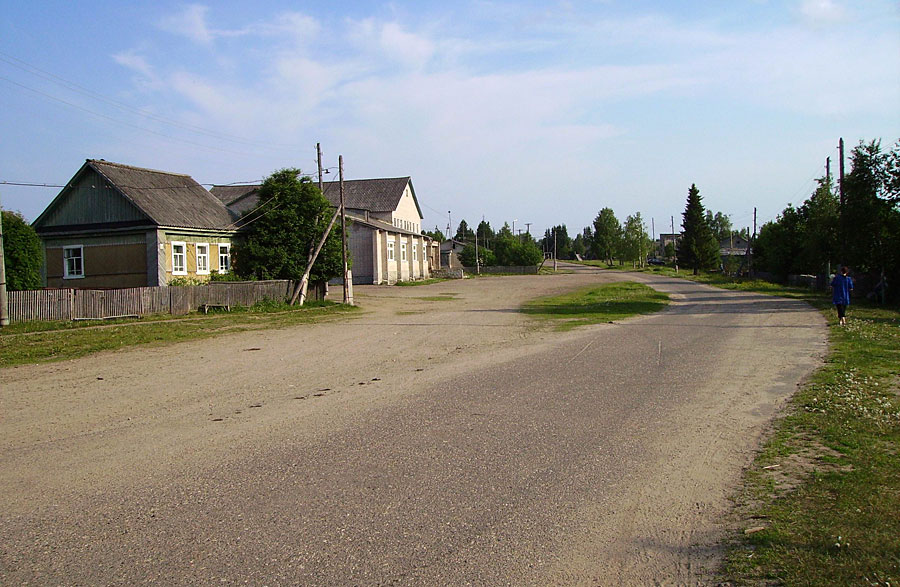
Магазин в центре д.Кочкино
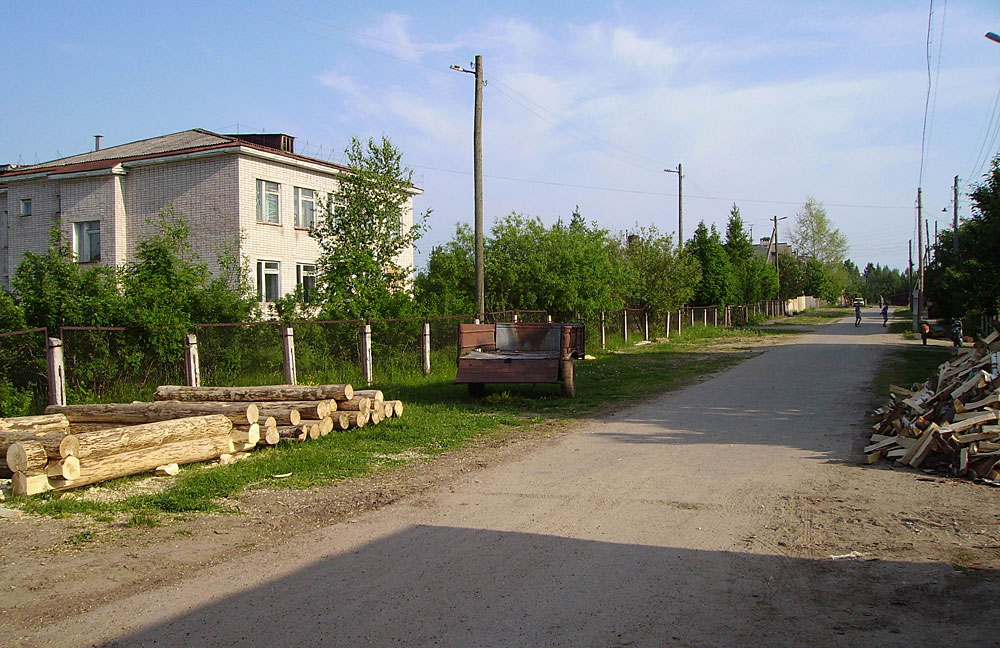
Школа и улица Новая в деревне Кочкино
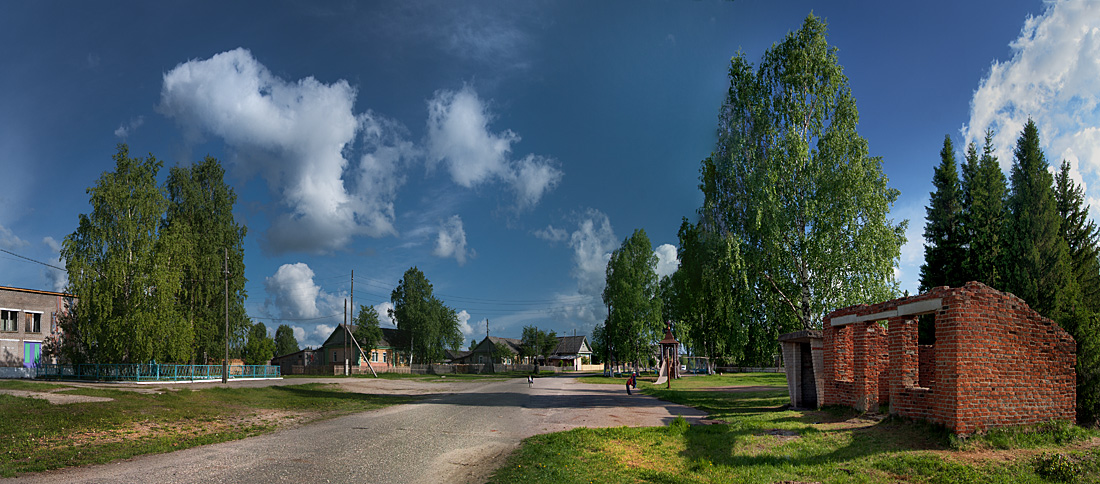
Остановка автобуса в д.Кочкино
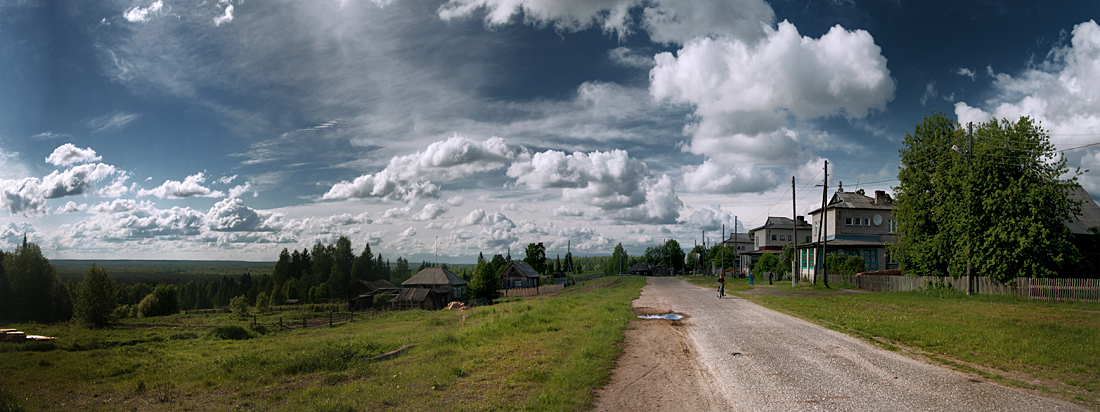
Улица Верховская в д.Кочкино
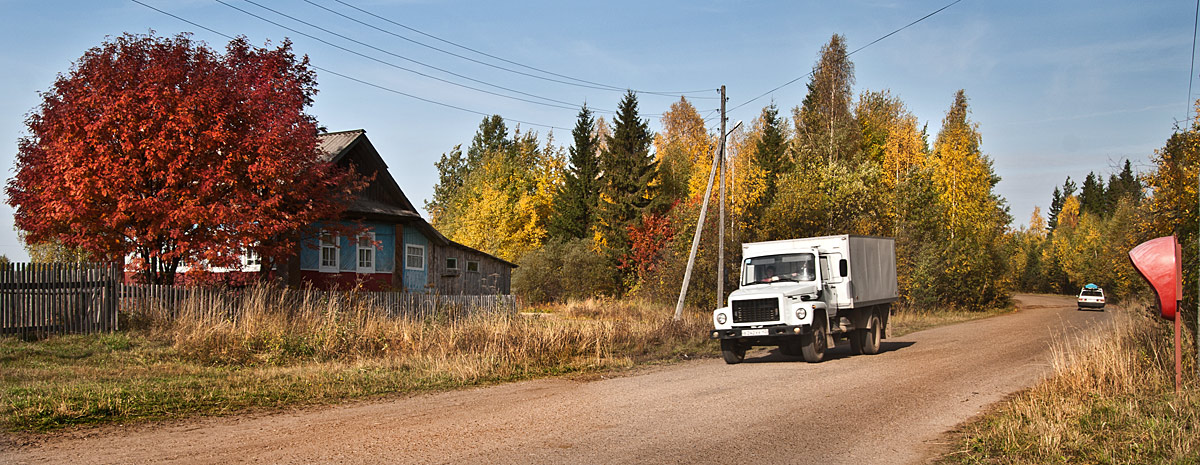
На въезде в д.Кочкино